# Tiago Luís
Pour les articles homonymes, voir Luis.
Tiago Luís, de son nom complet Tiago Luís Martins, né le 13 mars 1989  à Ribeirão Preto (Brésil) est un footballeur brésilien, qui évolue au poste d'attaquant.